# Édith Piaf
Édith Giovanna Gassion, thường được biết đến với nghệ danh Édith Piaf và trước đó là La Môme Piaf (19 tháng 12 năm 1915 - 10 tháng 10 năm 1963) là nữ ca sĩ huyền thoại của Pháp thế kỷ 20. Édith Piaf được biết tới qua rất nhiều bài hát nổi tiếng như La Vie en rose, Non, je ne regrette rien, Hymne à l'amour, Mon légionnaire, Padam Padam hay Milord. Bà còn là một diễn viên sân khấu và điện ảnh cũng như là người đỡ đầu cho nhiều ca sĩ mới mà sau đó đã trở thành ngôi sao của ca nhạc Pháp như Yves Montand và Charles Aznavour.

## Tiểu sử

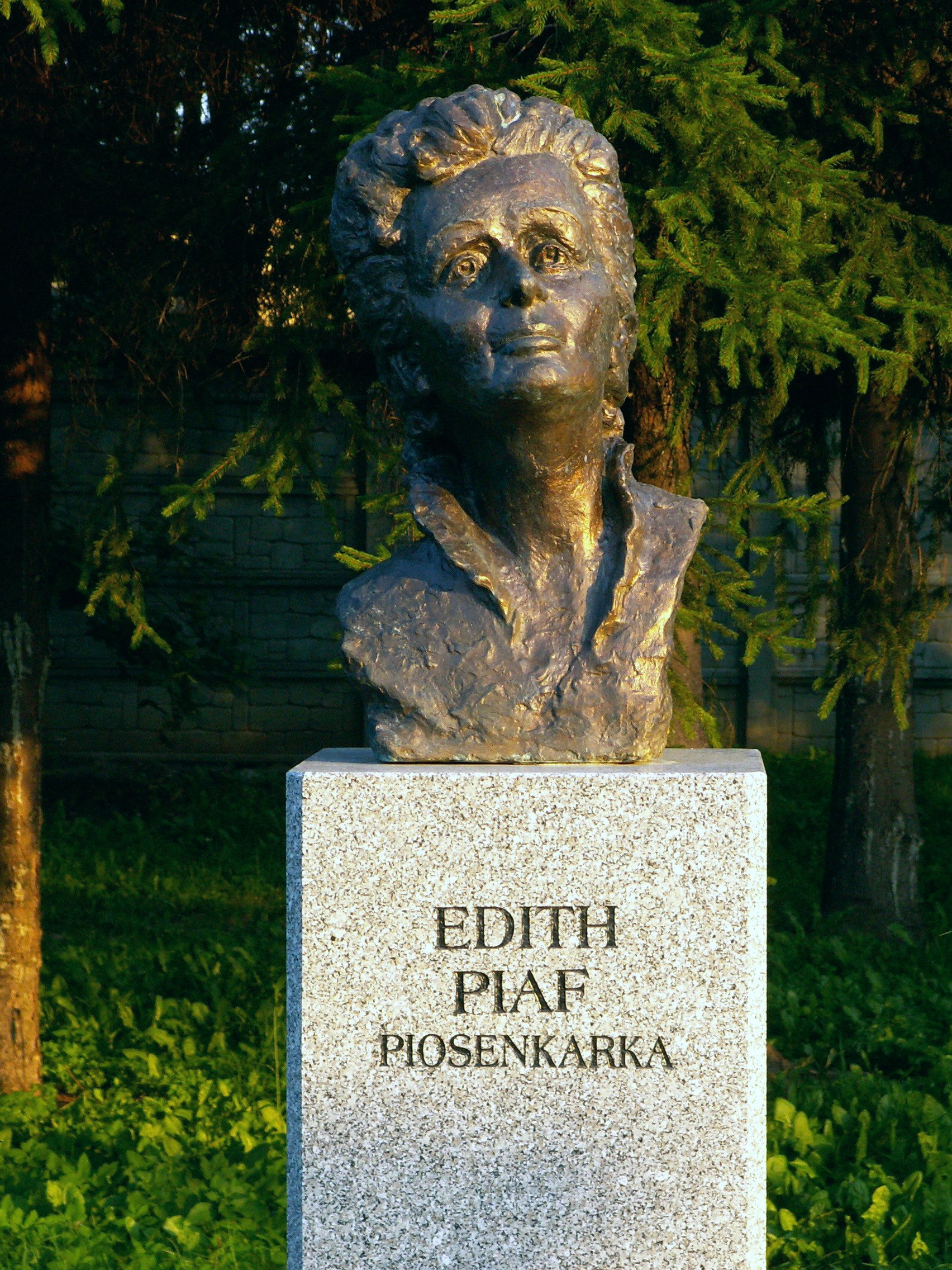
Tượng Édith Piaf tại Ba Lan.

Édith Giovanna Gassion sinh ngày 19 tháng 12 năm 1915 tại số 72 đường Belleville thuộc quận 20, Paris, Pháp. Bố của Édith là một nghệ sĩ xiếc uốn dẻo người Pháp tên là Louis Alphonse Gassion (1881-1944) còn mẹ Édith là một ca sĩ đường phố gốc Pháp-Ý-Algérie tên là Annetta Maillard (1895-1945). Do hoàn cảnh cuộc sống quá khó khăn, Annetta Maillard giao phó con gái cho mẹ mình là bà Aïcha Saïd Ben Mohammed (1876-1930), một phụ nữ gốc Algérie nuôi nấng. Không may cho Édith, bà Aïcha mắc bệnh nghiện rượu và bỏ mặc cô bé trong căn phòng bẩn thỉu không có nước và cũng chẳng có phương tiện vệ sinh, ngay đến bình sữa của Édith cũng chỉ làm từ chai rượu vang. Vì vậy cô bé mắc đủ thứ bệnh, từ suy dinh dưỡng nặng đến eczéma, Édith phải sống trong tình trạng này suốt 18 tháng đầu tiên trước khi bố cô, người vừa trở về từ mặt trận, giành lại quyền nuôi dưỡng từ tay người bà vô trách nhiệm và gửi cô bé cho bà nội, vốn là một chủ nhà chứa ở Bernay, Normandie (nay là Batilly (Orne)) nuôi dưỡng. Được các phụ nữ hành nghề trong nhà chứa của bà nội chăm sóc, Édith dần dần khôi phục lại sức khỏe, tuy vậy đến năm 7 tuổi tai họa lại ập đến với cô bé khi Édith bị mắc chứng mù tạm thời do giác mạc bị tổn thương vì keratitis. Với hy vọng chữa lành cho Édith, bà nội cô đã đưa cô bé cùng các cô gái bán dâm đến cầu nguyện trước mộ của Thérèse Martin ở Lisieux với hy vọng phép mầu sẽ giúp cô bé 7 tuổi khỏi bệnh. Và thực sự sau đó Édith Piaf đã nhìn lại được, từ đó trở đi cô luôn giữ bên mình chiếc dây chuyền có hình Thérèse và thường xuyên cầu nguyện trước vị nữ Thánh.
Chiến tranh thế giới thứ nhất kết thúc, ông Louis Alphonse được giải ngũ và tiếp tục cuộc đời của một nghệ sĩ xiếc rong nghèo khổ, Édith được ông mang theo và cô bắt đầu thể hiện chất giọng tuyệt vời bẩm sinh bằng các bài hát trình diễn trước đám đông, giống như mẹ cô đã từng trình diễn trên đường phố.
Tháng 2 năm 1933, ở tuổi 17, cô có đứa con gái đầu tiên và cũng là duy nhất, Marcelle, với người tình thời đó là Louis Dupont. Cũng không thể nuôi dưỡng được con gái, Édith đã phải chứng kiến Marcelle qua đời khi mới lên 2 tuổi do mắc chứng viêm màng não.

## Sự nghiệp

### Ca sĩ phòng trà
Cuộc đời trên đường phố của Édith chấm dứt vào năm 1935 khi cô được phát hiện bởi ông bầu Louis Leplée, chủ phòng trà (cabaret) Le Gerny's nằm trên đại lộ Champs-Élysées, Paris. Leplée chọn cho cô nghệ danh là La Môme Piaf có nghĩa là con chim sẻ nhỏ hay cô gái xấu xí, cần biết rằng Édith khi đó là một thiếu nữ rất nhỏ bé và nhút nhát, cô chỉ cao có 1 mét 42. Thành công lập tức đến với cô khi cả khán giả và giới nghệ sĩ đều thán phục trước chất giọng tuyệt vời của Édith, trong số các nghệ sĩ ấn tượng bởi giọng hát của La Môme Piaf có hai nhạc sĩ Raymond Asso và Marguerite Monnot, những người sau đó trở thành cộng tác và bạn thân thiết của Édith, Marguerite chính là người viết nhạc cho rất nhiều bài hát nổi tiếng của Édith như Mon légionnaire, Hymne à l'amour, Milord và Amants d'un jour.
Năm 1936, Édith ghi âm đĩa hát đầu tiên, đĩa Les Mômes de la cloche ở hãng ghi âm Polydor, đây lại là một thành công mới của cô. Tuy vậy vào tháng 4 cùng năm, con đường nghệ thuật của Édith gặp trắc trở lớn khi ông bầu Leplée bị giết ngay tại nhà riêng ở Paris. Thủ phạm của vụ án là những tên côn đồ sống tại khu Pigalle, một trong số này lại có quan hệ với Édith và lập tức cô bị nghi là có dính líu tới vụ án. Tuy sau đó cô được tuyên bố vô tội nhưng cô bị đẩy khỏi phòng trà, sự nghiệp mới loé sáng chợt tắt ngấm và Édith buộc phải trở lại sự nghiệp ca hát đường phố hoặc trong các quán rượu bình dân xô bồ.

### Ngôi sao của nhà hát
Trong giai đoạn khó khăn, một người bạn của Édith, nhạc sĩ Raymond Asso (tác giả của Mon légionnaire và Le Fanion de la Légion) đã giúp đỡ cô tìm chỗ biểu diễn tại các nhà hát nhỏ (music-hall) và nhất là giúp cô luyện tập kỹ năng biểu diễn để trở thành một ca sĩ chuyên nghiệp thực sự. Tháng 3 năm 1937, Édith trình diễn buổi đầu tiên tại nhà hát tạp kỹ (music-hall) ABC ở Paris. Chính tại đây, Édith đã lập tức toả sáng và trở thành ngôi sao lớn của nền nhạc nhẹ Pháp, cô được cả khán giả xem trực tiếp và các thính giả nghe qua đài phát thanh hâm mộ. Asso cũng đề nghị Édith đổi nghệ danh thành Édith Piaf, đây là nghệ danh mà Édith sử dụng đến cuối đời.
Trong thập niên 1930, Édith còn biểu diễn tại music-hall Bobino và tham gia vở kịch Le Bel Indifférent (1940) do Jean Cocteau viết cho chính cô. Vở diễn đã thành công rực rỡ và diễn xuất của Édith bên cạnh người bạn diễn Paul Meurisse được đánh giá rất cao. Édith và Paul sau đó tiếp tục đóng chung trong bộ phim Montmartre-sur-Seine (1941) của đạo diễn Georges Lacombe. Qua bộ phim này Édith đã làm quen được với nhạc sĩ Henri Contet, người sau đó cũng trở thành tác giả yêu thích của cô.
Sau khi Phát xít Đức chiếm đóng Paris, Édith Piaf tiếp tục trình diễn nhưng đồng thời cũng ngầm bảo vệ các nghệ sĩ người Do Thái thoát khỏi sự truy đuổi của người Đức và các đội an ninh của Pháp làm việc cho Đức. Mùa xuân năm 1944, trong khi trình diễn ở Moulin Rouge, Édith Piaf đã gặp ca sĩ trẻ Yves Montand đang có buổi biểu diễn đầu tiên của mình trên sân khấu. Có cảm tình với Montant, Édith đã giới thiệu anh với các nghệ sĩ quan trọng của Pháp thời kì này như Joseph Kosma, Henri Crolla, Loulou Gasté, Jean Guigo, một phần nhờ những tác động này của Édith mà sự nghiệp của Yves Montand đã phát triển nhanh chóng, sau đó Montand cũng trở thành một ca sĩ hàng đầu của Pháp và là bạn thân thiết của Édith.
Năm 1944, ông Louis Alphonse bố của Édith Piaf qua đời, mẹ cô cũng qua đời một năm sau đó.
Năm 1945, Piaf đã tự viết bài hát La Vie en rose (Cuộc sống tươi đẹp), tác phẩm được coi là nổi tiếng nhất của cô và là một trong những bài hát kinh điển của nhạc nhẹ Pháp. Cô cũng được mời trình diễn tại nhà hát lớn Comédie-Française.

### Nổi tiếng ở nước ngoài
Năm 1947 Édith Piaf lần đầu tiên sang Mỹ biểu diễn. Năm 1948 cô trở thành ngôi sao của các phòng hát tại New York. Cũng tại thành phố này cô đã bắt đầu mối tình với Marcel Cerdan, một người đã có vợ và là võ sĩ quyền Anh huyền thoại của Pháp, vô địch hạng nhẹ thế giới ngày 21 tháng 9 năm 1948. Tuy vậy mối tình không kéo dài được lâu khi Cerdan đột ngột qua đời sau một tai nạn máy bay ngày 28 tháng 10 năm 1949 khi đang trên đường từ Paris sang New York để gặp Piaf. Suy sụp tinh thần sau cái chết của người yêu, Édith bắt đầu dùng morphine liều cao. Cũng trong tâm trạng đau khổ này cô đã cho ra đời bài hát bất hủ về tình yêu như Hymne à l'amour (Bài ca tình yêu).
Năm 1951, Édith Piaf chọn một nhạc sĩ-ca sĩ trẻ tên là Charles Aznavour làm trợ lý, Aznavour sau này cũng trở thành nghệ sĩ hàng đầu của ca nhạc Pháp. Ngày 29 tháng 7 năm 1952 cô làm đám cưới với ca sĩ Pháp Jacques Pills với người làm chứng là ngôi sao màn bạc Marlene Dietrich, hai người chia tay nhau sau 4 năm chung sống vào năm 1956. Năm 1953, Édith Piaf phải trải qua một đợt trị liệu giải độc để dứt khỏi những tác hại của chất gây nghiện. Cô tiếp tục là ngôi sao ca nhạc quốc tế và được đặc biệt yêu mến tại Mỹ, nơi cô đã có buổi trình diễn nổi tiếng tại thính phòng Carnegie Hall vào năm 1956.
Năm 1958, Édith Piaf bắt đầu mối quan hệ tình cảm với ca sĩ trẻ Georges Moustaki, người được cô đỡ đầu. Hai người đã gặp một tai nạn ô tô nghiêm trọng trong năm này, tai nạn đã làm trầm trọng thêm tình trạng sức khoẻ của Édith và càng làm cô phải phụ thuộc vào những liều morphine để có đủ sức trình diễn. Tuy vậy những vấn đề sức khoẻ không ngăn cản được ngôi sao ca nhạc cho ra mắt tác phẩm nổi tiếng tiếp theo của cô, bài hát Milord. Năm 1959, Édith đã quỵ xuống ngay trên sàn diễn tại New York, cô phải trải qua nhiều cuộc phẫu thuật trước khi trở về Paris trong tình trạng thảm hại, Moustaki cũng đã rời bỏ cô.
Năm 1961, theo đề nghị của ông bầu Bruno Coquatrix, Édith Piaf bắt đầu một loạt buổi biểu diễn tại nhà hát Olympia de Paris, lúc này đang lâm vào tình trạng gần như phá sản. Loạt diễn này là một trong những thời khắc đáng nhớ nhất của Piaf, trong đó cô đã trình diễn trước công chúng bài hát gắn liền với tên tuổi cô, Non, je ne regrette rien (Không, tôi không hối tiếc điều gì), bài hát do Charles Dumont viết riêng cho Piaf được coi là một tác phẩm tự sự về chính cuộc đời đầy thăng trầm của ca sĩ. Nhà hát Olympia được cứu, nhưng sức khoẻ của Piaf cũng ngày càng tồi tệ, cô đi lại, thậm chí là đứng cũng rất khó khăn và chỉ có thể biểu diễn sau khi đã tiêm morphine liều cao.
Ở tuổi 47, kiệt sức, bệnh tật, nghiệp ngập, Édith Piaf đã làm đám cưới với Théo Sarapo, một ca sĩ trẻ kém cô tới 21 tuổi. Édith coi Théo như một người con trai chăm sóc cho cô nhiều hơn là một người chồng, hai người cũng song ca bài À quoi ça sert l'amour ? (Tình yêu để làm gì?).
Đầu năm 1963, Édith Piaf ghi âm bài hát cuối cùng, L'Homme de Berlin (Người đàn ông đến từ Berlin).

### Qua đời

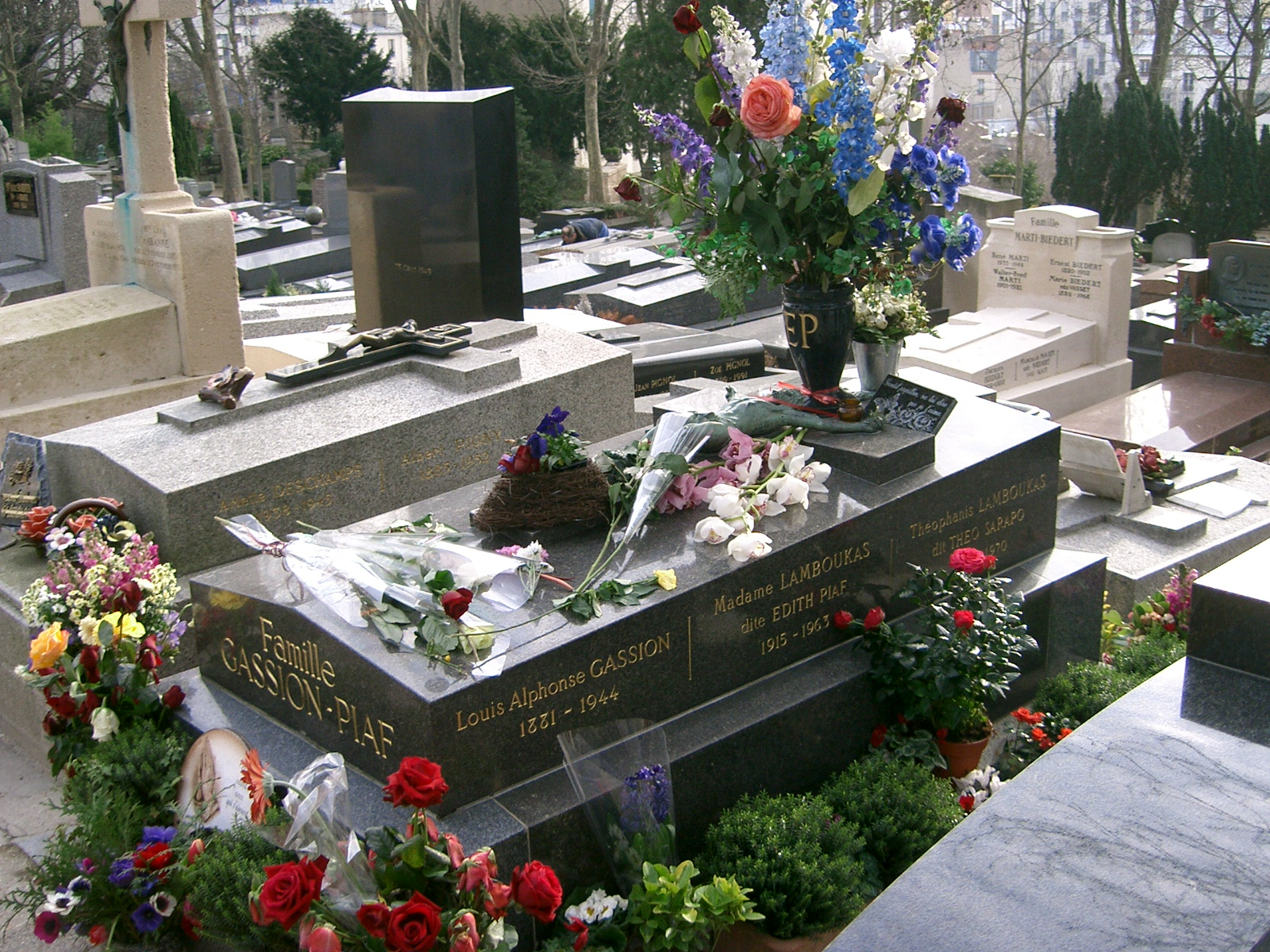
Mộ của Édith Piaf tại nghĩa trang Père-Lachaise, Paris

Ngày 10 tháng 10 năm 1963 vào lúc 13 giờ 10 phút Édith Piaf qua đời tại Plascassier, một thôn nhỏ nằm ở Grasse thuộc vùng Alpes-Maritimes, khi này cô mới 47 tuổi nhưng đã phải chịu quá nhiều đau khổ về tinh thần và thể xác, nhất là những tác hại do thuốc phiện gây ra với sức khoẻ. Thi hài của ngôi sao ca nhạc được bí mật chuyển về Paris, cái chết của cô được công bố chính thức vào ngày 11 tháng 10, cũng đúng ngày này Jean Cocteau, người bạn thân thiết của Piaf cũng qua đời. Édith Piaf được an táng tại nghĩa trang Père-Lachaise, Paris trong ngôi mộ của bố cô. Ngôi mộ của gia đình Piaf là một trong những nơi thường được viếng thăm nhất của nghĩa trang. Năm 1970 sau khi qua đời vì tai nạn ô tô, chồng cuối của Édith là Théo Sarapo cũng được an táng trong cùng ngôi mộ này.

## Tác phẩm

### Album
- 1935: Les Mômes de la Cloche - hãng Polydor
- 1954: De l'accordéoniste à Milord
- 1961: Olympia 1961

### Các bài hát nổi tiếng
- 1937: Mon légionnaire - Lời: Raymond Asso - Nhạc: Marguerite Monnot
- 1940: L'Accordéoniste - Lời và nhạc: Michel Emer
- 1946: Les Trois Cloches - Lời và nhạc: Jean Villard Gilles
- 1946: La Vie en rose - Lời: Édith Piaf - Nhạc: Louiguy và Marguerite Monnot
- 1947: Une chanson à trois temps - Lời và nhạc: Anna Marly
- 1950: Hymne à l'amour - Lời: Édith Piaf - Nhạc: Marguerite Monnot
- 1951: Padam... Padam... - Lời: Henri Contet - Nhạc: Norbert Glanzberg
- 1952: Mon manège à moi - Lời: Jean Constantin - Nhạc: Norbert Glanzberg
- 1954: Sous le ciel de Paris - Lời: Jean Dréjac - Nhạc: Hubert Giraud
- 1956: L'Homme à la moto
- 1956: Les Amants d'un jour - Lời: Claude Delécluse và Michelle Senlis - Nhạc: Marguerite Monnot
- 1957: La Foule - Lời: Michel Rivgauche
- 1959: Milord - Lời: Georges Moustaki - Nhạc: Marguerite Monnot
- 1960: Non, je ne regrette rien - Lời: Michel Vaucaire - Nhạc: Charles Dumont
- 1960: Mon Dieu - Lời: Michel Vaucaire - Nhạc: Charles Dumont
- 1962: À quoi ça sert l'amour - Lời và nhạc: Michel Emer

### Kịch
- 1940: Le Bel Indifférent - Đạo diễn: Jean Cocteau

### Phim
- 1936: La Garçonne - vai ca sĩ
- 1941: Montmartre-sur-Seine - vai Lily
- 1946: Étoile sans lumière - vai Madeleine
- 1948: Neuf garçons, un cœur - vai Christine
- 1952: Paris chante toujours - vai bản thân
- 1954: Boum sur Paris - vai bản thân
- 1954: Si Versailles m'était conté - vai ca sĩ
- 1954: French Cancan - vai Eugénie Buffet
- 1959: Les Amants de demain - vai Simone

### Tự truyện
- Édith Piaf, Ma vie (Đời tôi)

## Tưởng nhớ
Tuy đã qua đời gần nửa thế kỉ nhưng Édith Piaf vẫn được coi là một trong những ca sĩ lớn nhất của nền nghệ thuật Pháp. Bảo tàng Édith Piaf đã được xây dựng để tưởng nhớ bà tại phố Crespin du Gast ở quận 11, Paris. Có rất nhiều tác phẩm sân khấu và điện ảnh đã làm về cuộc đời Édith Piaf hoặc lấy cảm hứng từ những bài hát của bà.

### Kịch
- 1996: Piaf Je t'aime (nhạc kịch) - Đạo diễn: Jacques Darcy với Nathalie Cerda vào vai Piaf. Vở diễn này sau đó được diễn tiếp vào năm 1997 (Nathalie Lhermitte vai Piaf), 2007 (Marie Orlandi vai Piaf)
- 2007-2008: Piaf une vie en rose et noir (nhạc kịch) - Đạo diễn: Rubia Matignon với Nathalie Lhermitte vào vai Édith Piaf

### Phim
- 1974: Piaf - Đạo diễn: Guy Casaril với Brigitte Ariel vào vai Édith Piaf
- 1983: Édith et Marcel - Đạo diễn: Claude Lelouch với Évelyne Bouix vào vai Piaf
- 1984: Piaf (phim truyền hình) - Đạo diễn: Jane Lapotaire
- 1994: Une brève rencontre: Édith Piaf (phim truyền hình) - Đạo diễn: Michel Wyn
- 2003: Hymne à l'amour - Đạo diễn: Jean-Paul Civeyrac, lấy cảm hứng từ bài hát Hymne à l'amour của Édith Piaf
- 2007: La Môme - Đạo diễn: Olivier Dahan với Marion Cotillard vào vai Édith Piaf

Với vai diễn Édith Piaf trong La Môme, Marion Cotillard đã giành hầu hết các giải thưởng điện ảnh cho vai nữ chính lớn trên thế giới như giải Quả cầu vàng, giải BAFTA, giải César và cả giải Oscar.